# 西川克行

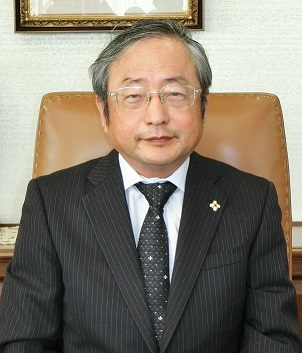
2016年10月撮影

西川 克行（にしかわ かつゆき、1954年2月20日 - ）は、日本の元検察官、弁護士。法務事務次官、東京高等検察庁検事長、検事総長等を歴任。北海道出身。

## 経歴
北海道岩見沢市生まれ。北海道札幌南高等学校を経て、東京大学法学部第1類（私法コース）卒業。1979年に検事任官。任官後約15年間は第一線で活躍。特捜部での経験はないものの、法務省刑事局長、法務事務次官、札幌高検検事長、東京高検検事長などを歴任。2016年9月5日に検事総長に就任。検事総長就任にあたって「検察の使命は時代が変わっても変わるものではない。国民の検察への負託を深く自覚し、責務を果たしていきたい」と述べた。
2018年7月25日、検事総長を退任。2024年、瑞宝大綬章受章。
趣味は登山。

## 略歴
- 1979年4月10日 横浜地方検察庁検事
- 1980年3月28日 札幌地方検察庁検事
- 1983年3月28日 東京地方検察庁検事
- 1985年3月29日 新潟地方検察庁検事
- 1988年4月4日 横浜地方検察庁横須賀支部検事
- 1990年4月13日 東京地方検察庁検事・法務総合研究所教官
- 1993年4月13日 札幌地方検察庁検事
- 1995年10月3日 東京地方検察庁検事・法務総合研究所総務企画部付
- 1996年4月16日 東京地方検察庁検事・法務総合研究所総務企画部付・法務総合研究所教官
- 1998年4月17日 東京地方検察庁検事・法務省入国管理局警備課長・法務総合研究所教官
- 1999年4月14日 東京地方検察庁検事・法務省入国管理局総務課長
- 2000年4月28日 東京高等検察庁検事・法務省入国管理局総務課長
- 2001年4月26日 東京高等検察庁検事・東京地方検察庁検事
- 2002年4月1日 千葉地方検察庁特別刑事部長
- 2003年10月3日 東京高等検察庁検事・東京地方検察庁検事
- 2004年6月29日 東京地方検察庁公判部長
- 2005年12月21日 東京高等検察庁総務部長
- 2006年5月18日 最高検察庁検事
- 2006年8月30日 旭川地方検察庁検事正
- 2008年1月25日 最高検察庁検事・法務省保護局長
- 2008年7月24日 最高検察庁検事・法務省入国管理局長
- 2009年7月17日 最高検察庁検事・法務省刑事局長
- 2011年8月16日 法務事務次官・倫理監督官
- 2014年1月15日 検事長・倫理監督官
- 2014年1月23日 札幌高等検察庁検事長
- 2015年12月18日 東京高等検察庁検事長
- 2016年9月5日 検事総長
- 2018年7月25日 検事総長退官
- 2018年9月20日 西川克行法律事務所弁護士[5]
- 2019年6月26日 大和証券グループ本社取締役[6]
- 2020年5月19日 イオン北海道監査役[7]